# Liste von Kraftwerken in der Schweiz
Die Kraftwerke in der Schweiz werden sowohl auf einer Karte als auch in Tabellen (mit Kennzahlen) dargestellt. Die Liste ist nicht vollständig.

## Installierte Leistung und Jahreserzeugung
Laut CIA verfügte die Schweiz im Jahr 2020 über eine (geschätzte) installierte Leistung von 22,921 GW; der Stromverbrauch lag bei 56,407 Mrd. kWh. Der Elektrifizierungsgrad lag 2020 bei 100 %. Die Schweiz war 2020 ein Nettoexporteur von Elektrizität; sie exportierte 32,549 Mrd. kWh und importierte 26,988 Mrd. kWh.

## Karte
| Alstom |

| Beznau |

| Chavalon |

| Emosson |

| Engadin |

| Gösgen |

| Grande.Dixence |

| Hinterrhein |

| Kembs |

| Leibstadt |

| Linth.Limmern |

| Maggia |

| Mauvoisin |

| Mühleberg |

| Nant.de.Drance |

| Oberhasli |

| Veytaux |

## Kernkraftwerke
Mit Stand Januar 2023 werden in der Schweiz an 3 Standorten 4 Reaktorblöcke mit einer installierten Nettoleistung von zusammen 2973 MW betrieben; 2 Blöcke an zwei Standorten mit einer installierten Nettoleistung von zusammen 379 MW wurden bereits endgültig stillgelegt. Der erste kommerziell genutzte Reaktorblock ging 1969 in Betrieb.
In der Schweiz wurden 2011 in Kernkraftwerken insgesamt 25,7 Mrd. kWh (Netto) erzeugt; damit hatte die Kernenergie einen Anteil von 41 Prozent an der Gesamtstromerzeugung. Im Jahr 2021 wurden 18,5 Mrd. kWh erzeugt; damit betrug ihr Anteil 28,8 Prozent an der Gesamtstromerzeugung.
| Name      | Block | Reaktor- typ | Modell     | Status      | Leistung [MWe] | Leistung [MWe] | Therm. Leistung [MWt] | Bau- beginn | Erste Kritika-lität | Erste Netz- synchro- nisation | Kommer- zieller Betrieb (geplant) | Abschal- tung (geplant) | Ein- speisung (TWh) |
| Name      | Block | Reaktor- typ | Modell     | Status      | Netto          | Brutto         | Therm. Leistung [MWt] | Bau- beginn | Erste Kritika-lität | Erste Netz- synchro- nisation | Kommer- zieller Betrieb (geplant) | Abschal- tung (geplant) | Ein- speisung (TWh) |
| --------- | ----- | ------------ | ---------- | ----------- | -------------- | -------------- | --------------------- | ----------- | ------------------- | ----------------------------- | --------------------------------- | ----------------------- | ------------------- |
| Lucens    | 1     | HWGCR        | HWGCR      | Stillgelegt | 6              | 7              | 28                    | 01.04.1962  | 29.12.1966          | 29.01.1968                    | –                                 | 21.01.1969              | –                   |
| Mühleberg | 1     | BWR          | BWR-4      | Stillgelegt | 373 (306)      | 390            | 1097                  | 01.03.1967  | 08.03.1971          | 01.07.1971                    | 06.11.1972                        | 20.12.2019              | 122,46              |
| Beznau    | 1     | PWR          | WH 2LP     | In Betrieb  | 365 (350)      | 380            | 1130                  | 01.09.1965  | 30.06.1969          | 17.07.1969                    | 09.12.1969                        | (2033)                  | 130,59              |
| Beznau    | 2     | PWR          | WH 2LP     | In Betrieb  | 365            | 380            | 1130                  | 01.01.1968  | 16.10.1971          | 23.10.1971                    | 04.03.1972                        | (2032)                  | 137,43              |
| Gösgen    | 1     | PWR          | PWR 3 Loop | In Betrieb  | 1010 (920)     | 1060           | 3002                  | 01.12.1973  | 20.01.1979          | 02.02.1979                    | 01.11.1979                        | –                       | 313,35              |
| Leibstadt | 1     | BWR          | BWR-6      | In Betrieb  | 1233 (960)     | 1275           | 3600                  | 01.01.1974  | 09.03.1984          | 24.05.1984                    | 15.12.1985                        | –                       | 298,32              |

1. ↑  HWGCR: 2-loops

## Wärmekraftwerke
| Name des Kraftwerks                        | Inst. Leistung (MW) | Brennstoff      | Status      |
| ------------------------------------------ | ------------------- | --------------- | ----------- |
| Gasturbinen-Testcenter Birr (Ansaldo / GE) | variiert            | Erdgas          | in Betrieb  |
| Kraftwerk Chavalon                         | 284                 | Schweröl        | stillgelegt |
| Gasturbinenkraftwerk Beznau                | 40                  | Schweröl/Heizöl | stillgelegt |
| Gasturbine Neuenburg                       | 4                   |                 | stillgelegt |

## Wasserkraftwerke
In der Schweiz gibt es zahlreiche Wasserkraftwerke. Die Wasserkraft hat einen Anteil von 57 Prozent an der Gesamtstromerzeugung. In der Tabelle sind die Wasserkraftwerke aufgeführt, die eine installierte Leistung von mehr als 100 MW haben.
| Name des Kraftwerks  | Kraftwerkstyp                                     | Inst. Leistung (MW) | Fluss/See                                                                                          | Status     |
| -------------------- | ------------------------------------------------- | ------------------- | -------------------------------------------------------------------------------------------------- | ---------- |
| Albbruck-Dogern      | Niederdruck-Laufkraftwerk                         | 108                 | Rhein                                                                                              | in Betrieb |
| Amsteg               | Hochdruck-Laufkraftwerk                           | 120                 | Reuss                                                                                              | in Betrieb |
| Bergeller Kraftwerke | Hochdruck-Laufkraftwerk und Speicher und Pump     | 209                 | Maira                                                                                              | in Betrieb |
| Birsfelden           | Niederdruck-Laufkraftwerk                         | 100                 | Rhein                                                                                              | in Betrieb |
| Blenio               | Speicherkraftwerksystem                           | 435                 | Brenno (Fluss), Lago di Luzzone, Lago di Carassina, Bacino di Val Malvaglia                        | in Betrieb |
| Emosson              | Speicherkraftwerksystem mit Pumpspeicherkraftwerk | 162                 | Lac d’Emosson                                                                                      | in Betrieb |
| Engadiner            | Speicherkraftwerksystem mit Pumpspeicherkraftwerk | 408                 | Inn, Vallember, Lago di Livigno, Lai dad Ova Spin, Ova da Varusch                                  | in Betrieb |
| Etzelwerk            | Pumpspeicherkraftwerk                             | 140                 | Sihlsee                                                                                            | in Betrieb |
| Göschenen            | Speicherkraftwerk Mitteldruck-Laufkraftwerk       | 160                 | Göscheneralpsee                                                                                    | in Betrieb |
| Grande Dixence       | Speicherkraftwerk-Gruppe                          | 1260                | Lac des Dix                                                                                        | in Betrieb |
| Gigerwaldsee         | Pumpspeicherkraftwerk                             | 138                 | Gigerwaldsee                                                                                       | in Betrieb |
| Grimsel              | Pumpspeicherkraftwerk-Gruppe                      | 1318                | Grimselsee, Oberaarsee, Räterichsbodensee                                                          | in Betrieb |
| Hinterrhein          | Pumpspeicherkraftwerk-Gruppe                      | 650                 | Hinterrhein, Averser Rhein, Lago di Lei                                                            | in Betrieb |
| Kembs                | Niederdruck-Laufkraftwerk                         | 171                 | Rhein                                                                                              | in Betrieb |
| Laufenburg           | Niederdruck-Laufkraftwerk                         | 106                 | Rhein                                                                                              | in Betrieb |
| Linth-Limmern        | Speicherkraftwerksystem mit Pumpspeicherkraftwerk | 1439                | Limmerensee, Muttsee                                                                               | in Betrieb |
| Maggia               | Speicherkraftwerksystem mit Pumpspeicherkraftwerk | 600                 | Maggia, Brenno, Lago del Sambuco, Lago dei Cavagnöö, Lago del Narèt, Lago di Robiei, Lago del Zött | in Betrieb |
| Massa                | Speicherkraftwerk                                 | 340                 | Massa (Rhone), Stausee Gibidum                                                                     | in Betrieb |
| Mattmark             | Pumpspeicherkraftwerk                             | 260                 | Mattmarksee                                                                                        | in Betrieb |
| Mauvoisin            | Speicherkraftwerk                                 | 396                 | Lac de Mauvoisin                                                                                   | in Betrieb |
| Mittelbünden         | Speicherkraftwerksystem mit Laufkraftwerk         | 226                 | Lai da Marmorera                                                                                   | in Betrieb |
| Nant de Drance       | Pumpspeicherkraftwerk                             | 900                 | Nant de Drance, Lac d’Emosson, Lac du Vieux Emosson                                                | in Betrieb |
| Rheinfelden (Neu)    | Laufkraftwerk                                     | 100                 | Rhein                                                                                              | in Betrieb |
| Ryburg-Schwörstadt   | Laufkraftwerk                                     | 120                 | Rhein                                                                                              | in Betrieb |
| Verzasca             | Speicherkraftwerk                                 | 105                 | Verzasca                                                                                           | in Betrieb |
| Veytaux              | Pumpspeicherkraftwerk                             | 480                 | Genfersee, Lac de l’Hongrin                                                                        | in Betrieb |
| Vorderrhein          | Speicherkraftwerk                                 | 331                 | Lai da Nalps, Lai da Curnera, Lai da Sontga Maria                                                  | in Betrieb |
| Wägital              | Pumpspeicherkraftwerk                             | 108                 | Wägitalersee                                                                                       | in Betrieb |
| Zervreila            | Speicherkraftwerksystem mit Pumpspeicherkraftwerk | 232                 | Zervreilasee                                                                                       | in Betrieb |

## Windkraftanlagen
Ende 2023 waren in der Schweiz Windkraftanlagen mit einer Gesamtleistung von 101 MW in Betrieb. Frühere Leistungen waren 2018 und 2019: 75 MW, 2020 und unverändert bis Ende 2022: 87 MW. 2020 lieferte Windenergie 0,2 % des schweizerischen Strombedarfs.
Der grösste Windpark ist der Windpark Mont Crosin (Juvent) der BKW Energie im Jura mit 16 Turbinen; er hat seit 2016 eine Gesamtleistung von 37,2 MW.